# Super Power
Pour les articles homonymes, voir Power.
Pour le magazine suédois consacré aux jeux vidéo, fondé en 1993 sous le nom Super Power, voir Super PLAY.
Super Power était un magazine mensuel édité par SUMO Éditions, paru pour la première fois en été 1992. Ce magazine, totalement indépendant, traitait exclusivement des consoles Nintendo : Game Boy, NES et Super Nintendo. Jean-Marc Demoly est le rédacteur en chef du magazine fondé en 1992, connu également sous le pseudonyme de J’m Destroy,,.

## Historique
Le magazine couvre la période de la Super Nintendo jusqu'au tout début de la Nintendo 64 en Europe (1997).

## Rédaction
- Directeur de la publication : Alain Levy[5]
- Directeur de la rédaction : Marc Andersen[6]
- Rédacteur en chef : Jean-Marc Demoly (Le Sumo)[5]
- Directeur artistique : Michael Cambour[7]